# Medier i Portugal
Medier i Portugal utgörs främst av TV, radio och tidskrifter.
Det finns ett flertal portugisiska dagstidningar för folket att välja mellan och det erbjuds även en hel del olika radiokanaler. Även ett par TV-kanaler finns, både statligt och privat ägda. När det kommer till lagar och regler är yttrandefrihet något man anser vara väldigt viktigt i Portugal och presscensur är inte längre tillåtet. 

## Dagspress
Totalt finns det ett tiotal dagstidningar i Portugal och de är alla privatägda. Däremot har tidningarna inte alltid varit privatägda, utan det var inte förrän år 1979 som de började privatiseras. Innan detta var de flesta dagstidningarna i Portugal statligt ägda. Deras största dagstidning heter Público och den grundades år 1990 av Sonae. Tidningens redaktör heter David Dinis och den ägs än i dag av Sonae. Público var den första portugisiska tidningen med en online-version som startades år 1995. Efter detta har online-versionen av tidningen utvecklats och har bland annat gått från att vara helt gratis till att bli en prenumerationstjänst.
En annan stor tidning i Portugal är A Bola som grundades år 1945 av Cândido de Oliveira och Ribeiro dos Reis. Till skillnad från Público är A Bola endast en sporttidning. Den ägs av Sociedade Vicra Desportiva och dess redaktör heter Vítor Serpa. Det var inte förrän år 1995 som tidningen blev en dagstidning, eftersom den innan detta endast gavs ut två gånger i veckan. A Bola har utvecklats en hel del och exempelvis börjat tryckas i Newark i USA där det bor många portugiser samt blivit en TV-kanal.
Världsbanken har undersökt dagspressen i olika länder och Globalis har använt denna information för att göra diagram som visar antalet tryckta eller sålda dagstidningar per 1 000 invånare. Just för Portugal finns denna statistik endast från år 1997 till 1999 och den visar att under 1997 var antalet tryckta eller sålda tidningar per 1 000 invånare ungefär 30 och under de andra två åren var antalet ungefär 68. Dessa siffror är ganska låga, eftersom de visar på att det endast trycktes eller såldes ett antal tidningar som motsvarar ungefär 3 procent av befolkningen år 1997 och cirka 7 procent av befolkningen år 1998 och 1999.

## Television och radio
Portugals största telekommunikationsföretag kallas Telecom. Det grundades år 1992 och dess verkställande direktör heter Paulo Neves. Hans uppgift är därmed att se till att företaget fungerar som det ska och man skulle kunna säga att han har ansvar för i stort sett allt som har med företaget att göra. Deras finansdirektör heter Guy Pacheco och PR chef är João Zúquete Da Silva. Företaget har även ett flertal andra högt ställda chefer i olika grader.
Precis som i Sverige hanteras en del av Portugals television och radio av staten. Rádio e Televisão de Portugal är deras public service-radio och television som alltså styrs av staten. RTP hade från början bara en kanal, RTP1, men år 1968 började de sända program från en ny kanal, RTP2. På dessa två kanaler visas bland annat nyheter, sport och TV-serier. Fram till år 1992 hade RTP monopol på TV-sändningen i Portugal, men efter detta uppstod flera konkurrenter till den statliga televisionen. En del TV-kanaler sänder program på sina hemsidor så att man kan komma åt dem från dator, mobil eller surfplatta. Detta gäller inte alla TV-kanaler, men man kan säga att digitaliseringen av TV-nätet pågår. Förutom RTP finns ytterligare två privatägda TV-stationer och flera hundra radiostationer som även de är privatägda. År 2000 fanns det 630 TV-mottagare och 304 radiomottagare per 1 000 invånare i Portugal.

## Regler, lagstiftning och censur
De grundläggande rättigheter som Portugal anser att alla människor ska ha handlar bland annat om rätten till frihet och säkerhet, till att skydda sin fysiska och moraliska integritet, till politiskt deltagande och till yttrandefrihet. I den portugisiska konstitutionen står det att “Var och en har rätt att fritt uttrycka och sprida sina tankar med ord, bilder eller på något annat sätt, liksom rätten att informera, för att informera och bli informerad utan hinder eller diskriminering”. Det står även att pressfrihet garanteras, vilket för dem bland annat betyder att journalister ska ha tillgång till informationskällor och skydd samt rätt att välja redaktion. I artikel 39 står det att media ska vara “oberoende av politisk och ekonomisk makt”. Man skulle kunna säga att detta påverkar yttrandefriheten, eftersom det betyder att man faktiskt inte får yttra sig hur man vill. Det som publiceras i media ska helt enkelt vara politiskt och ekonomiskt oberoende.
År 1974 övergick Portugal från att ha varit en diktatur till att bli en demokrati. I samband med detta togs landets presscensur bort, vilket betyder att det numera inte är tillåtet att dölja eller ta bort något som skrivs i tidningar. Innan detta hade landets ledning kontroll över vad som publicerades i media. Något som många kommer ihåg är när den auktoritära Estado Novo regimen var aktuell eftersom ledningen då övervakade landets medier strikt och använde sig av censur. Numera kan portugiserna skriva och publicera i stort sett vad de vill utan att behöva oroa sig för att myndigheter och makthavare ska lägga sig i.

## Jämförelse med den svenska situationen
När det gäller mediesituation är Portugal väldigt likt Sverige på många sätt. Till att börja med är både Sverige och Portugal demokratiska länder med en del statligt styrda TV- och radiokanaler, alltså finns public service i båda länderna. Precis som Sverige har Portugal däremot inga public service-ägda tidningar.
Globalis har sammanställt ett diagram som visar antalet tryckta eller sålda dagstidningar per 1 000 invånare skiljer sig Sverige och Portugal åt en hel del. Eftersom Portugals statistik endast finns för åren 1997 till 1999 är det endast dessa år som kan jämföras med Sverige. Man kan se en väldigt stor skillnad mellan länderna då det i Sverige trycktes eller såldes omkring 430 dagstidningar per 1 000 invånare åren 1997 till 1999 medan det i Portugal endast trycktes cirka 30 dagstidningar per 1 000 invånare år 1997 och cirka 68 dagstidningar per 1 000 invånare åren 1998 och 1999.